# Hydrocotyle striata
Hydrocotyle striata är en växtart i släktet Hydrocotyle och familjen araliaväxter.
Arten förekommer i Western Australia. Den beskrevs av George Bentham 1837.